# Epikúros
Epikúros (řecky Ἐπίκουρος, latinsky Epicurus, také Epikúros ze Samu nebo Epikur; 341 př. n. l. na ostrově Samu – 270 př. n. l. Athény) byl starověký řecký hédonistický filosof období helénismu, zakladatel a současně nejvýznamnější představitel po něm nazývaného směru – epikúreismu. Ve své nauce vycházel především z Démokritova atomismu, zavrhl však jeho představu absolutního determinismu připuštěním existence samovolné odchylky v pohybu jinak zcela mechanicky se pohybujících atomů, jíž usiloval „usnadnit výklad bohatství proměn světa a především lidské svobody.“ Zásadně odmítal koncepci osudové nutnosti a teleologické pojetí skutečnosti.
Za hlavní cíl své filosofie, v níž v souladu se soudobou tradicí přikládal největší význam etice, považoval dosažení blaženého života v podobě duševního klidu a z něj vyplývajícího štěstí. Toho lze podle Epikúra dosáhnout jen skrze slast, jíž rozumí uspokojení přirozených potřeb vedoucí k odstranění bolesti těla a neklidu duše, z nichž pochází protiklad slasti a její hlavní překážka – strast. Ačkoli v tomto pojetí je slast přirozenou podstatou života, je chápána především negativně jako nepřítomnost strasti. Proto lze blaženosti v podobě trvalé slasti dosáhnout výhradně vyhýbáním se strasti. V důsledku toho je v úsilí o blaženost klíčové rozpoznání skutečných potřeb, jejichž uspokojení je nezbytné pro odstranění strasti, od jen domněle opodstatněných, jejichž naplnění nezbytné není či v konečném důsledku je dokonce samo zdrojem strasti, takže je vhodné se jich zdržet. Tyto liché potřeby podle Epikúra pramení z několika druhů strachu – ze strachu z utrpení a ze smrti, strachu z bohů a strachu z nemožnosti dosáhnout štěstí. Protože je to strach, čím je člověk spoutáván a vzdalován od blaženosti tím, že mu znemožňuje rozpoznat přirozené potřeby od potřeb lichých, je pro dosažení slasti nejprve nutné osvobození od strachu. To je možné jen cestou rozumnosti, jíž lze pochopit bezdůvodnost strachu a odtud pak správně usuzovat, vyhovění kterým potřebám (a tedy usilování o které slasti) vede k duševnímu klidu a kterým nikoli. Epikúros se domnívá, že „utrpení lidí pochází především z jejich lichých názorů, tedy z jejich duše“, a v tomto bodě své nauce dává až „terapeutický“ charakter, protože jejím nejvlastnějším cílem nakonec je především praktický návod k dosažení trvalého stavu slasti. Ten nalézá výhradně v uvědomělém a důsledném vyhýbání se strastem a v uvolněném, nenásilném, víceméně samovolně se dostavujícím dosahování slasti prostřednictvím askeze spočívající v maximálním omezování potřeb lichých a v přiměřeném uspokojování potřeb přirozených.
Zatímco v rámci své školy byl Epikúros obdivován jako „osvoboditel od strachu“, „spasitel“ a „nositel světla“, mimo ni byla jeho nauka často chápána jako do jisté míry protispolečenská a zejména – protože odmítal představu o zájmu bohů o běh světa či o životy lidí – bezbožná. Mnohdy také byla, a to kritiky i vulgarizujícími následovníky, desinterpretována jako přitakávající nevázané poživačnosti či prostopášnosti, což ovšem již on sám odmítal poukazem, že rozumnost vede k usilování o střídmé a neokázalé slasti, neboť jen jimi dochází k odstranění strasti zcela spolehlivě. Dnešní badatelé v ní nicméně ve shodě nacházejí zvláštní druh sobectví a až asociálně vypjatý individualismus.
Epikúros byl autorem velkého množství děl, z nichž je však naprostá většina dnes ztracena. Do současnosti se dochoval pouze souhrnný soupis čtyřiceti etických myšlenek, který snad sám sestavil, a tři dopisy určené žákům; kromě toho je jeho nauka známa jen ze sekundárních pramenů.

## Život
Epikúros se narodil na egejském ostrově Samu v roce 341 př. n. l. Den jeho narozenin, který byl v epikúrejské škole později oslavován, připadal do měsíce gaméliónu, což znamená, že se podle gregoriánského kalendáře narodil přibližně v lednu. Jeho otec Neoklés byl athénský občan a na Samos přišel nejspíše v roce 352/1 př. n. l. jako klérúchos. Matka se jmenovala Chairestrata. Známi jsou jeho tři bratři Neoklés, Chairedémos a Aristobúlos, kteří se na Epikúrův podnět společně s ním také měli věnovat filosofii.
Základy vzdělání Epikúros nepochybně získal od svého otce, který působil také jako venkovský učitel. S filosofií se snad seznámil u samského platónika Pamfila. Ve 14 letech byl poslán do iónského města Teós studovat k Démokritovu žáku Nausifanovi a zůstal zde 3 roky. Poté jako 18letý nastoupil v Athénách 2 roky trvající službu eféba; je při tom zcela nepravděpodobné, že by v jejím průběhu mohl pokračovat ve svém vzdělávání. Po skončení vojenské služby se ale na Samos už nevrátil: v roce 322 př. n. l. totiž Perdikkás tamním klérúchům nařídil opustit přidělenou půdu a vrátit ji původním vlastníkům. Neoklés proto odešel do Kolofónu, kam za ním jako 20letý přišel i Epikúros. Nuceným opuštěním pozemků na Samu ovšem rodina ztratila hlavní zdroj příjmu a upadla tím do značné nouze. Pro Epikúra, který v této době možná sám podobně jako jeho otec začal vyučovat čtení a psaní, to znamenalo, že nadále nemohl pokračovat v obvykle nákladném vzdělávání v některé z renomovaných filosofických škol; namísto toho byl nucen věnovat se samostudiu. Skutečnost, že se musel vypořádávát se skromnými poměry znemožňujícími mu systematické studium pod vedením některého z profesionálních učitelů (o nichž pak později vždy hovořil s patrnou jízlivostí), takže zůstal autodidaktem, je spolu s jeho celoživotními útrapami zdravotními vynucujícími si přísný způsob života někdy považována za jeden z podnětů vedoucích ke zvláštní povaze Epikúra i jeho myšlení. Zcela jistě byl svými oponenty kromě jiných i z těchto důvodů vysmíván a pomlouván.
O Epikúrově životě mezi 20. a 32. rokem a zejména o jeho samostudiu filosofie nejsou bezpečně známé žádné podrobnosti. Je možné, že v té době mohl studovat kromě jiných zejména nauku Aristippovu, s níž jej spojuje řada podobností. Vlastní filosofickou školu založil snad kolem roku 310 př. n. l. nejdříve v Mytiléně na Lesbu a o něco později ji přesunul do Lampsaku. Zde získal řadu oddaných žáků (např. Hermarcha nebo Metrodóra) a nepochybně také už v této době svou nauku rozvinul do podoby uceleného filosofického systému; je totiž zřejmé, že následné rozhodnutí přenést školu do Athén vyžadovalo jistotu o její způsobilosti obstát v náročné konkurenci v hlavním středisku soudobé filosofie a získat zde pro ni nové stoupence.
Roku 306 př. n. l. Epikúros mezi Athénami a Peiraem koupil dům se zahradou, kde se svými velmi početnými žáky společně žil; toto místo také dalo vzniknout názvu Epikúrovy školy – „Zahrada“ (řecky Képos). Epikúros od té doby Athény s výjimkou několika málo cest za svými přáteli do Iónie neopustil; text jeho závěti, jíž se mimo jiné usiloval především školu do budoucna finančně zabezpečit, svědčí o intenzivním vztahu, který ke společenství svých následovníků jakož i k jeho jednotlivým členům měl. V souladu se svou naukou se také spíše stranil veřejného života; to mu ovšem nebránilo v účasti na nejvýznamnějších athénských slavnostech. Osobně vedl velmi skromný až asketický způsob života. V pozdějších letech byl pronásledován nemocemi spojenými s urputnými bolestmi; nejspíše trpěl ledvinovými kameny. Takto zemřel v roce 270 př. n. l

### Zahrada
Do své komuny přijímal i manžele, ženy a otroky; odtud patrně pocházejí i zprávy o jeho výstřednostech, patrně smyšlené. Nad vchodem do Zahrady prý stálo: „Cizinče, u nás ti bude dobře, u nás je nejvyšším dobrem rozkoš.“  Jeho Zahrada sice s obtížemi, přesto trvala až do 2. století, podporoval ji například stoik a císař Marcus Aurelius.

## Dílo
Podle Díogena byl Epikúros „velmi plodný spisovatel, který převyšoval všechny množstvím knih; je jich totiž k 300 svitků.“ Z uvedených názvů „nejlepších z nich“ je zřejmé, že tematicky zahrnovaly oblast přírodovědy a přírodní filosofie (např. O přírodě sestávající ze 37 knih, O atomech a prázdném prostoru), noetiky (např. O kritériu neboli Kánon), etiky (např. O spravedlnosti a ostatních ctnostech, O konečném cíli) a také spisy polemické (např. Proti přírodním filosofům, Proti megarikům). Do současnosti se dochovaly texty tří Epikurových dopisů jeho žákům, které Díogenés (vedle Epikúrovy Závěti) cituje ve své referenci, neboť má za to, že v nich sám Epikúros „podal výtah z celé své filosofie“:
- List Hérodotovi – shrnuje hlavní principy atomismu;
- List Pýthokleovi – pojednává o astronomických a meteorologických úkazech;
- List Menoikeovi – pojednává o otázkách etických.

Dále jsou dochovány dvě sbírky:
- Hlavní články – soubor 40 hlavních článků učení zaznamenaný Díogenem,[18] který snad sestavil sám Epikuros jako pomůcku pro své žáky pro usnadnění zapamatování si základů epikurejské nauky či spíše pro jejich memorování;
- Vaticanae sententiae –

Zdrojem dalších znalostí jsou tak jeho pozdější přívrženci (Lucretius Carus, Horatius Flaccus, Plinius mladší) a znalci (Diogenés Laertios, Cicero, Plútarchos).

## Epikúrova etická filosofie
Epikúrova filosofie je protikladem filosofie platónské: je soustředěna na smyslově vnímaný svět běžné zkušenosti, odmítá nauku o idejích i nesmrtelnost duše a zastává názor, někdy nazývaný „hédonismus“, tj. učení, podle něhož je slast jediným dobrem. Dodnes výrazy „epikurejec“ a „epikurejský“ (anglické epicure) znamenají rozkošník, labužník, požitkář, který si libuje ve vybraných jídlech a víně („epikurejské hody“). Jako mnoho jiných starých a přejatých slov má ovšem toto použití slova epikurejec dosti daleko k filosofii samotného Epikúra.
Ten prý totiž po léta trpěl žaludečními potížemi a rozhodně nikdy nebyl labužníkem v dnešním slova smyslu. Údajně pil jen vodu, jedl velmi střídmě a vůbec žil odříkavým životem. (V jednom svém dopisu píše: „Jsem naplněn tělesnými slastmi, žiju-li o chlebu a o vodě, přehlížím přepych a rozkoše, ne pro ně samé, nýbrž pro nepříjemnosti, jež je provázejí.“) Na rozdíl od filosofie Platónovy, Aristotelovy nebo stoické je to však filosofie „egoistická“, zaměřená na hledání osobního štěstí. O záležitostech veřejných Epikúros soudil, že se je člověk má snažit ovlivnit, pokud se mu to ale nezdaří, má se z nich stáhnout a vyhýbat se jim: „Prožij svůj život v skrytu!“

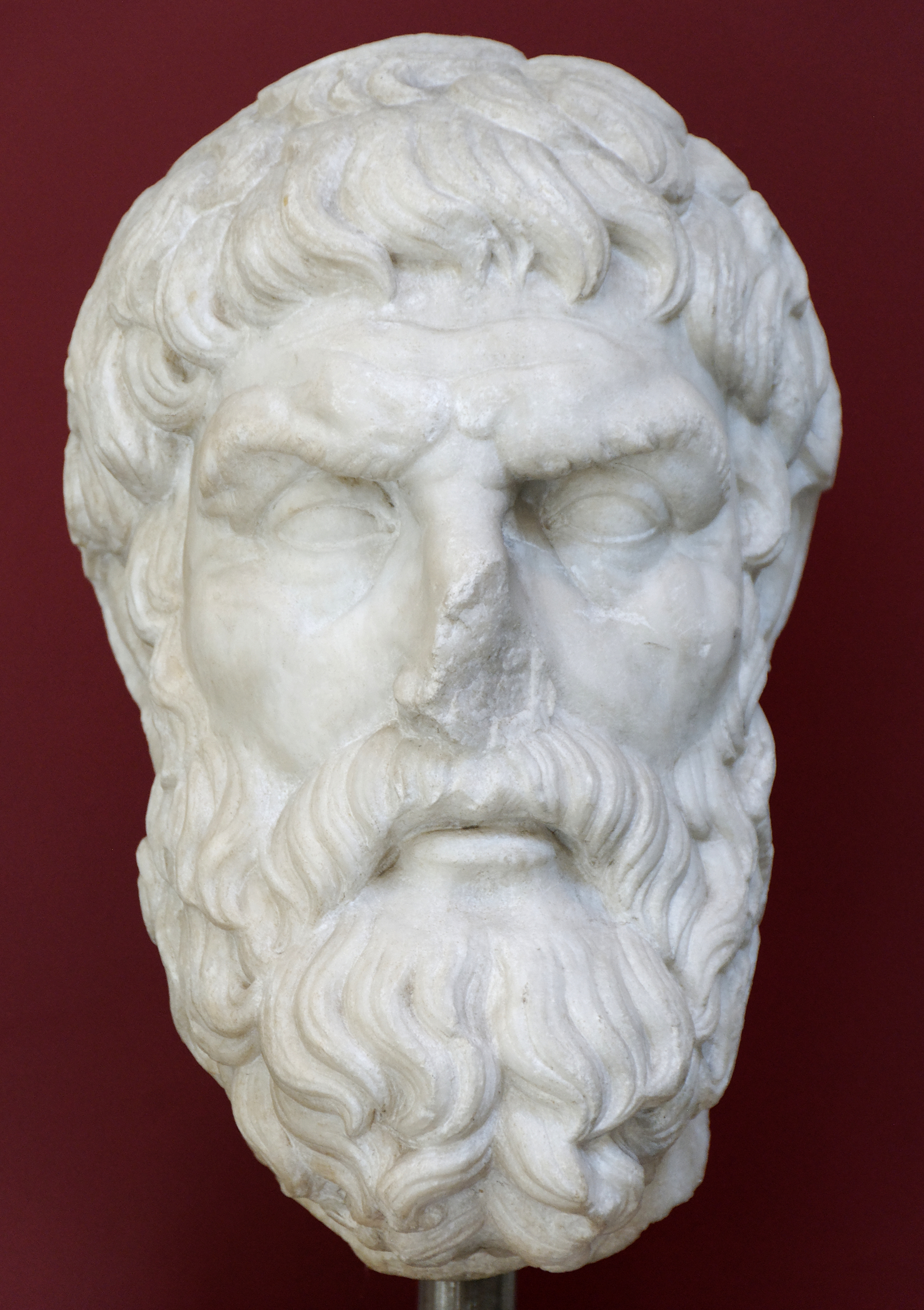
Epikúros ze Samu – helenistická bysta

Etická filozofie Epikúrova spočívá zejména v radě, zbavit se strachu a všech strastí, to znamená žít umírněně, avšak příjemně. Epikúros považoval slast za dobro, avšak současně tvrdil: hledá-li někdo slast příliš úporně, dostaví se strast. Pokud člověk příliš pije, následuje druhý den bolest hlavy a žaludku. Správná cesta životem znamená žít příjemně, bez strasti z nežádoucích účinků takového života. Ve skutečnosti je tedy možné považovat Epikúrovu filozofii za návod nejen k získávání slastí, ale především k vyhýbání se strasti. Vyhledává-li někdo v životě požitky, jež vedou k bolesti, žije podle Epikúra špatně. Jenom slasti, které nejsou provázeny strastí, považuje za dobré.
Tak například tělesná, sexuální láska je podle něho špatná, neboť přináší únavu, výčitky svědomí a melancholii. Dalšími „dynamickými“ slastmi jsou nenasytnost, sláva dosažená výkonem veřejné služby, opilství a manželství. Všechny jsou špatné, neboť je provázejí strasti: nenasytnost vede k nevolnosti, sláva může být provázena všemožnými nesnázemi, pití přináší bolesti hlavy a nemoci… V důsledku toho Epikúros uznával (a sám také vedl) život, který bychom dnes označili za velmi skromný.
Přátelství na rozdíl od toho žádné strasti nedoprovázejí, takže je Epikúros vysoce cenil, podporoval a samozřejmě také vyhledával. Příteli má člověk všechno obětovat. Epikúros je obecně pokládán za psychologického hédonika. Očividně se domníval, že všichni jsou ve svém každodenním životě motivováni snahou dosáhnout slasti. Epikúros je ovšem také etickým hédonikem (s jistými významnými výhradami). Etický hédonismus spočívá v názoru, že lidé slast nejen vyhledávají, ale hlavně ji mají vyhledávat, neboť sama slast je dobrem. Jeho názory lze tedy chápat jako umírněnou formu etického i psychologického hédonismu.

## Epikurejská metafyzika

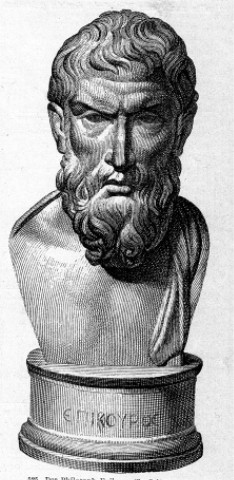
Epikúros

Epikúrejská metafyzika stojí na materialistickém nebo přesněji monistickém názoru Démokritovu. Na rozdíl od Démokritovy nauky o atomech jsou ovšem atomy podle Epikura nadány jakousi svobodnou vůlí a jsou schopny samovolné odchylky (lat. clinamen). Víří v prostoru a pomocí háčků se spojují ve větší celky, mohou se však od dané dráhy odchýlit. Koncepce nedělitelného atomu jako základního prvku univerza podle epikúrejců dostatečně vysvětluje vše, co víme o světě. Epikúrova atomistická představa bezúčelného univerza, jehož součástí jsou sice bohové, kteří však člověku nevládnou, je jedním z velkých metafyzických systémů. Není však v moderním smyslu slova „materialistický“, tj. deterministický, neboť předpokládá a postuluje svobodu.
Každý člověk je svobodný, neboť mu nevládne osud a svůj život může sám řídit a rozhodovat o něm. Lidskou duši Epikúros na rozdíl od Platóna nepovažoval za nesmrtelnou. Bohové se podle něj o svět a osud člověka nezajímají, člověk si musí smysl života najít a uskutečňovat sám. Odtud plyne i jeho slavný výrok o smrti: „A tak nejobávanější zlo, smrt, není vzhledem k nám ničím, protože když jsme tu my, není tu smrt, a když je tu smrt, nejsme tu již my.“

## Epikúrovo dědictví a význam
Epikúrova filosofie tak posloužila jako protipól předchozích velkých metafyzických systémů tím, že zaměřila pozornost na zkoumání tohoto smyslově přístupného světa, jemuž tak dodala podstatně větší vážnost. Klasickou podobu epikurejství vyjádřil ve slavné básni „O přírodě“ jeho patrně největší žák, římský filosof Lucretius Carus. Epikúrovi žáci sice působili až do 4. století, ale propagovali spíše fyzické pojetí slasti, takže se dostali do rozporu nejen s křesťanstvím, ale i s jinými antickými filosofiemi. Je pochopitelné, že během mimořádného rozmachu náboženství ve středověku byl epikureismus ostře odmítán. Avšak na počátku novověké vědy v šestnáctém a sedmnáctém století se zájem o starověkou atomistickou metafyziku výrazně oživil.
Epikúros a epikureismus inspiroval řadu vědců (Galilei, Bruno, Huygens, Gassendi, Newton) i politických myslitelů (Bodin, Hobbes, Rousseau), kteří zde objevili myšlenku společenské smlouvy, a měl velký význam i pro filosofii 19. století: intenzivně se jím zabýval například Arthur Schopenhauer, Friedrich Nietzsche a Karel Marx, který oceňoval Epikúra jako objevitele skutečnosti, že stát spočívá na dohodě lidí, na společenské smlouvě.

## Citáty
| „                   | Ani kdo je mlád, ať neváhá oddávat se filosofii, ani je-li kdo stár, ať neochabuje v jejím pěstování; neboť nikdo není ani nezralý, ani přezrálý k tomu aby pečoval o zdraví své duše. Říká-li někdo, že pro něho ještě nepřišel čas k filosofování, nebo že už pominul, podobá se tomu, kdo říká, že pro něho ještě není čas na blaženost, nebo už není. Proto má pěstovat filosofii mladý i starý, první, aby stárna zůstával mlád dobrými skutky v příjemných vzpomínkách na minulost, druhý, aby zároveň mlád i stár pro nebojácnost před budoucností. Je tedy třeba pečovat o to, co působí blaženost, neboť máme-li ji, máme všechno, a nemáme-li ji, děláme všechno, abychom ji měli… | “ |
| — List Menoikeovi 1 | |   |

| „             | Je bůh ochotný zabránit zlému, ale neschopen toho? Pak je bezmocný. Je schopen, ale neochotný? Pak je zlomyslný. Je jak schopný, tak ochotný? Pak odkud se bere zlo? Není schopný ani ochotný? Tak proč ho nazývat bohem. | “ |
| — Z Lactantia | |   |

Epikurovo poučení o slasti:
| „                   | Toho všeho počátkem a vůbec největším dobrem moudrost, proto má větší cenu než sama filosofie. Z ní totiž pocházejí všechny ostatní ctnosti, ježto ona nás učí, že nelze žít slastně, nežijeme-li moudře, poctivě a spravedlivě, ani že nelze žít moudře, poctivě a spravedlivě, nežijeme-li slastně. | “ |
| — List Menoikeovi 9 | |   |